# Gegeneraliseerde stelling van Gauss-Bonnet
In de differentiaalmeetkunde, een deelgebied van de wiskunde, is de gegeneraliseerde stelling van Gauss-Bonnet (ook wel de stelling van Chern-Gauss-Bonnet genoemd) een stelling die zegt dat de euler-karakteristiek van een gesloten, even-dimensionale riemann-variëteit gelijk is aan de integraal van een bepaalde polynoom van haar kromming. Het is een directe generalisatie van de stelling van Gauss-Bonnet (genoemd naar Carl Friedrich Gauss en Pierre Ossian Bonnet) naar hogere dimensies die voor het eerst gepubliceerd werd door Shiing-Shen Chern in 1945, en daarmee een verband legde tussen globale topologie en lokale meetkunde.